# متغیر تصادفی مستقل
پیشامدهای مستقل (به انگلیسی: independent events)، در حالت کلی اگر (P(A│B برابر با (P(A باشد، پیشامد A از پیشامد B مستقل است. می‌توان گفت زمانی که دانستن این که B اتفاق افتاده یا نیفتاده تأثیری در احتمال وقوع پیشامد A نداشته باشد این دو پیشامد مستقل هستند.
چون {\displaystyle P(A|B)={\frac {P(AB)}{P(B)}}} پس A و B مستقلند اگر

| {\displaystyle \mathrm {P} (A\cap B)=\mathrm {P} (A)\mathrm {P} (B)} | \| \| \| \| \| \| \| \| | (۱) |
|                                                                      |                         |     |
|                                                                      |                         |     |
نتیجه: دو پیشامد A و B مستقلند هرگاه رابطهٔ بالا برقرار باشد.
دوپیشامد را که مستقل نباشند، وابسته می‌گویند.
از طرفی اگر A و B مستقل باشند، A و B^c نیز مستقل هستند.
اثبات:
A=AB∪AB^c→P(A)=P(AB)+P(AB^c)=P(A)P(B)+P(AB^c)
از طرفی
P(AB^c)=P(A)[1-P(B)]=P(A)P(B^c)
و مطلب مورد نظر ثابت می‌شود.
بنابراین اگر A مستقل از B باشد احتمال وقوع A با داشتن اطلاع از عدم وقوعB هیچ تغییری نمی‌کند.
توجه: سه پیشامد A, B و C مستقلند اگر:
{\displaystyle P(ABC)=P(A)P(B)P(C)}
{\displaystyle P(AB)=P(A)P(B)}
{\displaystyle P(AC)=P(A)P(C)}
{\displaystyle P(BC)=P(B)P(C)}
توجه: یک مجموعه نامتناهی از پیشامدها را مستقل گویند اگر هر زیرمجموعه متناهی از آن‌ها مستقل باشند.
گاهی برای محاسبهٔ احتمال یک آزمایش، می‌توان آن آزمایش را متشکل از دنباله‌ای از آزمایش‌ها در نظر گرفت. به‌طور مثال آزمایش پرتاب متوالی یک سکه را می‌توان تکرار آزمایش پرتاب یک سکه در نظر گرفت و بدیهی است که نتیجهٔ یک آزمایش در نتیجهٔ آزمایش دیگر هیچ تأثیری ندارد. در این شرایط گفته می‌شود که این زیر آزمایش‌ها مستقل هستند.
تعریف: زیر آزمایش‌ها مستقلند اگر E1، E2، ...، En، … لزوماً دنباله‌ای از پیشامدهای مستقل باشند.Ei پیشامدی است که نتیجه آن در ارتباط با آزمایش iام حاصل شود.

## متغیرهای تصادفی مستقل
متغیرهای تصادفی {\displaystyle X,Y} مستقل نامیده می‌شوند اگر و تنها اگر رابطهٔ زیر برقرار باشد
{\displaystyle F_{X,Y}(x,y)=F_{X}(x)F_{Y}(y),\,}
و یا اینکه
{\displaystyle f_{X,Y}(x,y)=f_{X}(x)f_{Y}(y).\,}
که در اینجا {\displaystyle f_{X}(x),f_{Y}(y)} به معنی تابع چگالی احتمال و {\displaystyle F_{X}(x),F_{Y}(y)} به معنی تابع توزیع تجمعی احتمال است.

## خصوصیات

### مستقل بودن از خود
یک پیشامد در صورتی از خودش مستقل است که داشته باشیم:
{\displaystyle \mathrm {P} (A)=\mathrm {P} (A\cap A)=\mathrm {P} (A)\cdot \mathrm {P} (A)\Leftrightarrow \mathrm {P} (A)=0{\text{ or }}1}
بنابراین یک پیشامد در صورتی از خودش مستقل است که به‌طور قطع بدانیم که اتفاق می‌افتد (با احتمال ۱) یا به‌طور قطع اتفاق نمی‌افتد (با احتمال ۰). این خصوصیت در بعضی اثبات‌ها ([[:en:Zero–one law%7CZero-one|Law]]) استفاده می‌شود.

### امید ریاضی و کوواریانس
اگر دو پیشامد X و Y مستقل باشند برای امید ریاضی آن دو داریم:
{\displaystyle E[XY]=E[X]E[Y],}
همچنین باید دقت داشت که کوواریانس آن دو صفر خواهد بود زیرا:
{\displaystyle {\text{cov}}[X,Y]=E[XY]-E[X]E[Y]}
نکته: عکس این قضیه برقرار نیست؛ یعنی اگر کوواریانس دو پیشامد صفر بود، آن دو می‌توانند مستقل نباشند.

#### مستقل بودن متمم‌ها
اگر Ac را پیشامد متمم A بنامیم و همچنین Bc را پیشامد متمم B بنامیم داریم:
- دو پیشامد Bc و A نیز مستقل اند؛ زیرا:

{\displaystyle \mathrm {P} (A)=\mathrm {P} (A\cap B)+\mathrm {P} (A\cap B_{c})\iff \mathrm {P} (A\cap B_{c})=\mathrm {P} (A)-\mathrm {P} (A\cap B)}
{\displaystyle \mathrm {P} (A|B_{c})={\frac {\mathrm {P} (A\cap B_{c})}{\mathrm {P} (B_{c})}}={\frac {\mathrm {P} (A)-\mathrm {P} (A\cap B)}{1-\mathrm {P} (B)}}={\frac {\mathrm {P} (A)-\mathrm {P} (A)*\mathrm {P} (B)}{1-\mathrm {P} (B)}}\iff \mathrm {P} (A|B_{c})=\mathrm {P} (A)}
- دو پیشامد Ac و B نیز مستقل اند؛ زیرا:

{\displaystyle \mathrm {P} (B)=\mathrm {P} (B\cap A)+\mathrm {P} (B\cap A_{c})\iff \mathrm {P} (B\cap A_{c})=\mathrm {P} (B)-\mathrm {P} (B\cap A)}
{\displaystyle \mathrm {P} (B|A_{c})={\frac {\mathrm {P} (B\cap A_{c})}{\mathrm {P} (A_{c})}}={\frac {\mathrm {P} (B)-\mathrm {P} (B\cap A)}{1-\mathrm {P} (A)}}={\frac {\mathrm {P} (B)-\mathrm {P} (B)*\mathrm {P} (A)}{1-\mathrm {P} (A)}}\iff \mathrm {P} (B|A_{c})=\mathrm {P} (B)}
- دو پیشامد Bc و Ac نیز مستقل اند؛ زیرا:

{\displaystyle \mathrm {P} (A_{c})=\mathrm {P} (A_{c}\cap B_{c})+\mathrm {P} (A_{c}\cap B)\iff \mathrm {P} (A_{c}\cap B_{c})=\mathrm {P} (A_{c})-\mathrm {P} (A_{c}\cap B)}
{\displaystyle \mathrm {P} (A_{c}|B_{c})={\frac {\mathrm {P} (A_{c}\cap B_{c})}{\mathrm {P} (B_{c})}}={\frac {\mathrm {P} (A_{c})-\mathrm {P} (A_{c}\cap B)}{1-\mathrm {P} (B)}}={\frac {\mathrm {P} (A_{c})-\mathrm {P} (A_{c})*\mathrm {P} (B)}{1-\mathrm {P} (B)}}\iff \mathrm {P} (A_{c}|B_{c})=\mathrm {P} (A_{c})}

## مثال‌ها

### پرتاب تاس

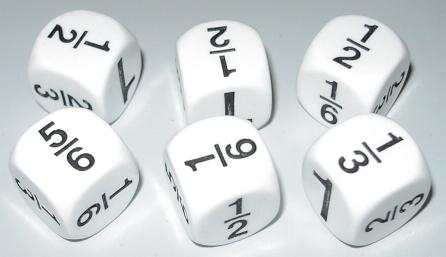
توجه شود که در پرتاب تاس احتمال آمدن هر وجه، مساوی در نظر گرفته می‌شود.

- اگر یک تاس را پرتاب کنیم پیشامد روآمدن ۲ در اولین پرتاب و پیشامد روآمدن ۲ در دومین پرتاب از هم مستقلند.
- اگر یک تاس را پرتاب کنیم پیشامد روآمدن ۲ در اولین پرتاب و پیشامد این که جمع دو پرتاب اول ۶ شود مستقل نیستند.[۱]

### انداختن سکه
- در پرتاب یک سکه پیشامد این که شیر در اولین پرتاب رو بیاید و پیشامد روآمدن خط در دهمین پرتاب از هم مستقلند.
- در پرتاب یک سکه پیشامد روآمدن شیر در اولین پرتاب و پیشامد این که ۵ پرتاب اول شیر بیاید مستقل نیستند.[۱]

### بیرون کشیدن یک مهره

#### با جایگذاری
یعنی یک مهره از کیسه بیرون کشیده و پس از بررسی آن را به کیسه بازمی‌گردانیم:
پیشامد بیرون کشیدن یک مهره قرمز در دفعه اول و پیشامد بیرون کشیدن یک مهره سیاه در دفعه دوم از هم مستقلند؛ زیرا باید توجه داشت که احتمال هر یک از آن‌ها بدون توجه به دفعات قبلی، ثابت است. (به علت جایگذاری)

#### بدون جایگذاری
یعنی یک مهره از کیسه بیرون کشیده و پس از بررسی آن را دور می‌اندازیم:
در این حالت پیشامد بیرون کشیدن یک مهره سیاه در دفعه اول و پیشامد بیرون کشیدن یک مهره قرمز در دفعه دوم از هم مستقل نیستند؛ زیرا باید توجه داشت که احتمال هر یک از آن‌ها پس از هر دفعه تغییر می‌کند؛ مثلاً فرض کنید که در لحظهٔ اول ما ۵ مهره قرمز و ۸ مهره سیاه داریم. در این حالت احتمال پیشامد اول ۵/۱۳ است. ولی احتمال پیشامد دوم ۹۶/۱۵۶ است. به بیان ریاضی داریم:
{\displaystyle \mathrm {P} (A)={\frac {5}{13}}}
{\displaystyle \mathrm {P} (B)={\frac {5}{13}}*{\frac {8}{12}}+{\frac {8}{13}}*{\frac {7}{12}}={\frac {96}{156}}}
{\displaystyle \mathrm {P} (B|A)={\frac {8}{12}}}
می‌توان مشاهده کرد که در اینجا (P(B|A با (P(B برابر نیست بنابراین دو پیشامد B و A مستقل نیستند.